# Campeonato Europeo de Patinaje de Velocidad sobre Hielo de 2007
El CI Campeonato Europeo de Patinaje de Velocidad sobre Hielo se celebró en la localidad alpina de Collalbo (Italia) del 12 al 14 de enero de 2007 bajo la organización de la Unión Internacional de Patinaje sobre Hielo (ISU) y la Federación Italiana de Deportes de Hielo.
Las competiciones se realizaron en la Arena Ritten.

## Resultados

### Masculino
| Evento                      | Oro                                       | Plata                                    | Bronce                                       |
| --------------------------- | ----------------------------------------- | ---------------------------------------- | -------------------------------------------- |
| 500 m (12.01)               | Enrico Fabris · Italia · 36,38 s          | Ivan Skobrev · Rusia · 36,39 s           | Konrad Niedźwiedzki · Polonia · 36,52 s      |
| 1500 m (13.01)              | Enrico Fabris · Italia · 1:44,72          | Sven Kramer · Países Bajos · 1:44,86     | Mark Tuitert · Países Bajos · 1:46,19        |
| 5000 m (12.01)              | Sven Kramer · Países Bajos · 6:15,65      | Carl Verheijen · Países Bajos · 6:19,67  | Enrico Fabris · Italia · 6:20,28             |
| 10 000 m (14.01)            | Sven Kramer · Países Bajos · 13:10,44     | Carl Verheijen · Países Bajos · 13:15,37 | Enrico Fabris · Italia · 13:21,51            |
| Clasificación total (14.01) | Sven Kramer · Países Bajos · 148,800 pts. | Enrico Fabris · Italia · 149,389 pts.    | Carl Verheijen · Países Bajos · 151,045 pts. |

### Femenino
| Evento                      | Oro                                                | Plata                                      | Bronce                                          |
| --------------------------- | -------------------------------------------------- | ------------------------------------------ | ----------------------------------------------- |
| 500 m (12.01)               | Ireen Wüst · Países Bajos · 39,51 s                | Yekaterina Abramova · Rusia · 39,91 s      | Yekaterina Lobysheva · Rusia · 40,15 s          |
| 1500 m (13.01)              | Ireen Wüst · Países Bajos · 1:56,78                | Yekaterina Abramova · Rusia · 1:57,98      | Daniela Anschütz · Alemania · 1:58,08           |
| 3000 m (13.01)              | Martina Sáblíková · República Checa · 4:03,52      | Renate Groenewold · Países Bajos · 4:04,24 | Ireen Wüst · Países Bajos · 4:07,61             |
| 5000 m (14.01)              | Martina Sáblíková · República Checa · 6:58,45      | Renate Groenewold · Países Bajos · 7:08,76 | Claudia Pechstein · Alemania · 7:10,05          |
| Clasificación total (14.01) | Martina Sáblíková · República Checa · 162,954 pts. | Ireen Wüst · Países Bajos · 162,977 pts.   | Renate Groenewold · Países Bajos · 164,178 pts. |

## Medallero
- Solo se otorgan medallas en la clasificación general.

| Núm. | País            | Oro | Plata | Bronce | Total |
| ---- | --------------- | --- | ----- | ------ | ----- |
| 1    | Países Bajos    | 1   | 1     | 2      | 4     |
| 2    | República Checa | 1   | 0     | 0      | 1     |
| 3    | Italia          | 0   | 1     | 0      | 1     |
|      | TOTAL           | 2   | 2     | 2      | 6     |